# 10+2
 (mai 2018).
 (août 2022).
Si vous disposez d'ouvrages ou d'articles de référence ou si vous connaissez des sites web de qualité traitant du thème abordé ici, merci de compléter l'article en donnant les références utiles à sa vérifiabilité et en les liant à la section « Notes et références ».
10+2 est une série télévisée de dessins animés éducatifs en 52 épisodes, produite par Acció et réalisée par Miquel Pujol i Lozano pour une première diffusion sur Televisió de Catalunya en 1994.
Elle présente des personnages, dont certains sont des chiffres arabes, vivant au pays des nombres. Elle est destinée à apprendre les nombres et certaines notions de mathématiques aux enfants.